# Szőke Alex
Szőke Alex (2000. március 3. –) világbajnoki ezüstérmes magyar birkózó.

## Pályafutása
2016-ban kadét világbajnokságot nyert. 2017-ben ugyanebben a korosztályban Európa-bajnok volt. A kadét világbajnokságon bronzérmes volt. A 2018-as junior Eb-n ezüstérmet szerzett. A következő évben junior kontinens bajnokságot nyert. A 2020-as felnőtt Eb-n kiesett. 2021 májusában a szófiai kvalifikációs versenyen olimpiai kvótát szerzett. A tokiói ötkarikás játékokon a vígaszágon eljutott a bronzmérkőzésig, ott azonban kikapott a lengyel Tadeusz Michaliktól és összesítésben az 5. helyen végzett. Az októberben rendezett világbajnokságon 97 kilogrammban ezüstérmet szerzett. 2022-ben a Spanyolországban megrendezett U23-as világbajnokságon öt mérkőzését megnyeve aranyérmes lett a kötöttfogású 97 kg-os súlycsoportban.2023 márciusában az U23-as Európa-bajnokságon a második helyen végzett. 2023 júliusában gerincsérvvel műtötték.